# Rechtszaak

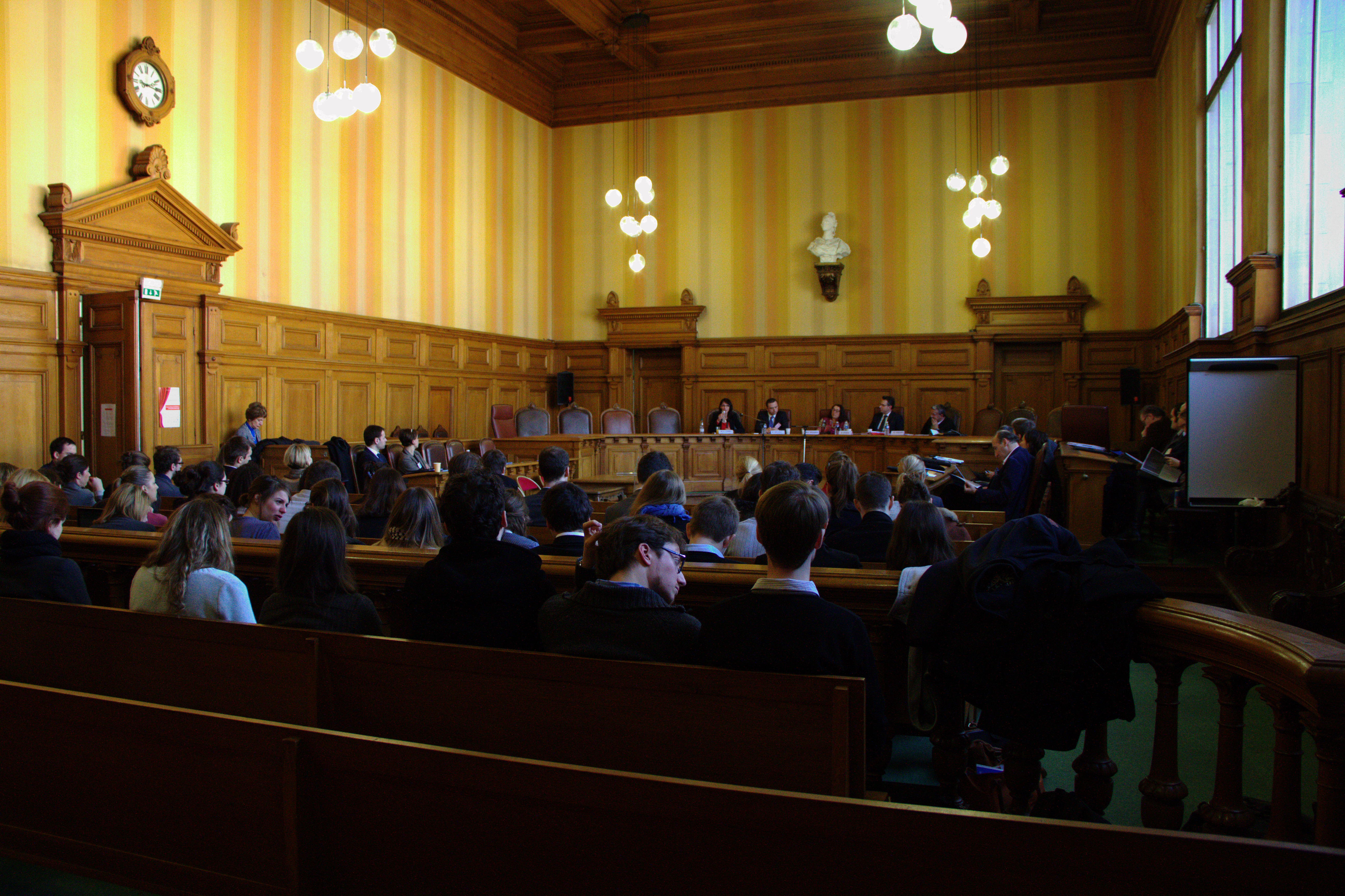
De vroegere assisenzaal in het justitiepaleis van Straatsburg

Van een rechtszaak, rechtsgeding of proces is sprake als twee of meer partijen een geschil met elkaar hebben en dit geschil door de eiser aan een rechtbank wordt voorgelegd (aanhangig gemaakt); de andere partij is de gedaagde of verweerder. Bij een strafzaak is het openbaar ministerie de eisende partij, en is de verdachte de andere partij. 
Die procespartijen kunnen zowel natuurlijke personen (mensen van vlees en bloed) als rechtspersonen (juridische constructies die door mensen worden gedreven, zoals een stichting, onderneming, openbaar lichaam of een kerkgenootschap) zijn. Een rechter moet uiteindelijk een uitspraak doen in dit geschil. Vaak wordt zo'n uitspraak een vonnis genoemd, althans in burgerlijke rechtszaken en het strafrecht; uitspraken in hoger beroep heten echter arrest. Daarnaast zijn er beschikkingen. Het geheel aan wet- en regelgeving dat voorschrijft hoe rechtszaken moeten worden gevoerd en waaraan deze moeten voldoen wordt procesrecht genoemd.
Na een schriftelijke voorbereiding waarin tussen partijen stukken kunnen worden gewisseld volgt in de meeste gevallen een rechtszitting. Het is buiten het strafrecht mogelijk dat vooraf eerst bemiddeling wordt beproefd. Het kan zijn dat een rechter direct uitspraak doet zonder zitting. Dat kan bijvoorbeeld als gelijk al duidelijk is dat aan bepaalde formele eisen voor het proces niet is voldaan. Dat kan al zijn als het griffierecht niet is voldaan. 
De procedure waarin een geschil definitief wordt beslecht wordt een bodemprocedure genoemd; dit is de tegenhanger van de voorlopige voorziening.
Uitspraken die het resultaat zijn van rechtszaken vallen onder de noemer jurisprudentie. Jurisprudentie is een rechtsbron en heeft een belangrijke functie, bijvoorbeeld bij de interpretatie van wettelijke termen die verschillend kunnen worden uitgelegd. 
De termen (rechts)zaak en proces worden vaak ook in bredere zin gebruikt, inclusief de gehele context waarbinnen de juridische handelingen plaatsvinden. 